# Caulfield East
Caulfield East är en del av en befolkad plats i Australien. Den ligger i delstaten Victoria, omkring 11 kilometer sydost om delstatshuvudstaden Melbourne. Antalet invånare är 1 237.
Runt Caulfield East är det mycket tätbefolkat, med 2 103 invånare per kvadratkilometer.. Närmaste större samhälle är Melbourne, omkring 11 kilometer nordväst om Caulfield East. 
Runt Caulfield East är det i huvudsak tätbebyggt. Genomsnittlig årsnederbörd är 1 244 millimeter. Den regnigaste månaden är juli, med i genomsnitt 140 mm nederbörd, och den torraste är januari, med 49 mm nederbörd.